# Семеново-Шурань
Семеново-Шурань — деревня в составе Вязовского сельсовета Уренского района Нижегородской области.

## География
Находится в 22,5 км от города Урень и в 173 км от Нижнего Новгорода. Высота цента посёлка над уровнем моря — 120 м.

## Название
Название-патроним: по преданию, первопоселенцами были разбойники Семён и Шуран.

## Население
| 1897 | 1907 | 1916 | 2002 | 2010 |
| ---- | ---- | ---- | ---- | ---- |
| 168  | ↗171 | ↘165 | ↘15  | ↘2   |